# غلينيز ستايسي
غلينيز ستايسي (بالإنجليزية: Glenys Stacey)‏ هي كاتبة عدل ‏ بريطانية، ولدت في 1954.